# Maximilian III av Främre Österrike

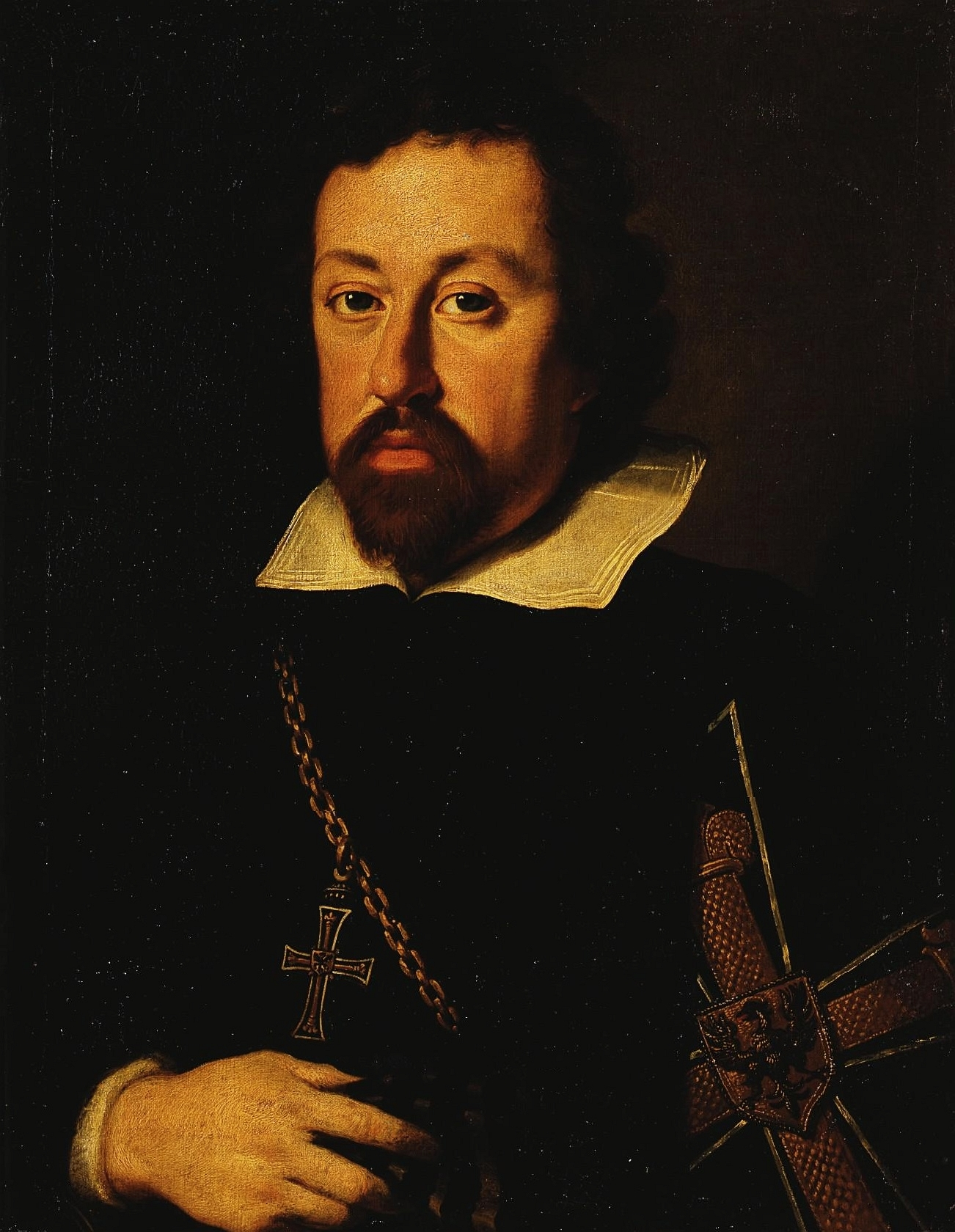
Maximilian III

Maximilian III av Främre Österrike, född 12 oktober 1558 i Wiener Neustadt, död 2 november 1618, var regerande hertig av Främre Österrike från 1612 till 1618. 

## Biografi
Maximilian III var son till kejsar Maximilian II.
Han valdes 1586 av ett storpolskt adelsparti till kung i Polen, men blev slagen och tillfångatagen av Sigismunds anhängare under rikskanslern Jan Zamoyski. Först 1598 avsade han sig anspråken på polska tronen. År 1590 blev Maximilian högmästare för Tyska orden, 1602 styresman i grevskapet Tyrolen och 1612, efter Rudolf II:s död, landsfurste över Tyrolen och Främre Österrike (habsburgska besittningarna i schwabiska kretsen).